# Dunbaria cumingiana
Dunbaria cumingiana är en ärtväxtart som beskrevs av George Bentham. Dunbaria cumingiana ingår i släktet Dunbaria och familjen ärtväxter. Inga underarter finns listade i Catalogue of Life.